# Formula ljubvi
Formula ljubvi (russisk: Формула любви, da.: Kærlighedens formel) er en sovjetisk spillefilm fra 1984 instrueret af Mark Zakharov.

## Medvirkende
- Nodar Mgaloblishvili som Giuseppe Cagliostro
- Jelena Valjusjkina som Marija Ivanovna
- Aleksandr Mikhajlov som Aleksej Aleksejevitj Fedjasjev
- Jelena Aminova som Lorenza
- Aleksandr Abdulov som Jacob